# China Xinhua Airlines
China Xinhua Airlines（code AITA XW）(en chinois : 新华航空公司) est une compagnie aérienne chinoise filiale de Hainan Airlines. Le 29 novembre 2007, elle fusionne avec Shanxi Airlines (en) et Chang’an Airlines pour former Grand China Air, une filiale de Hainan Airlines.

## Flotte

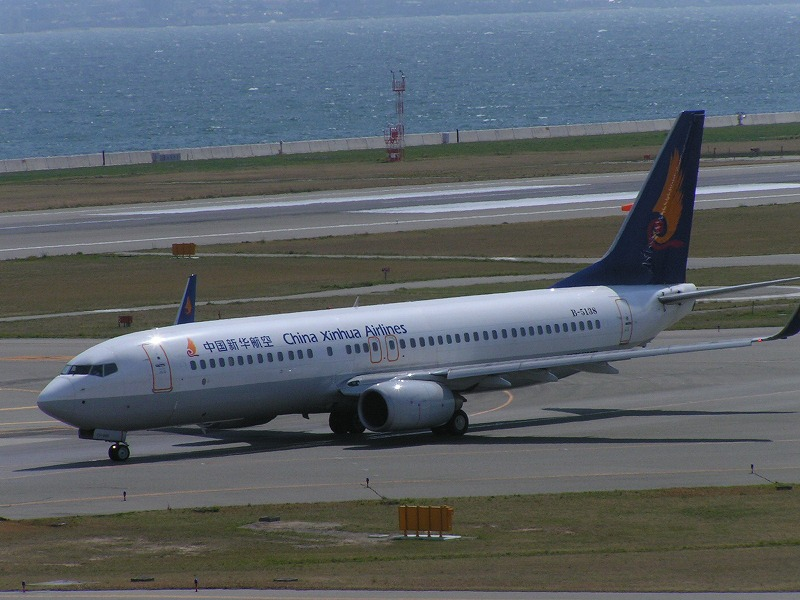
Boeing 737-84P « B-5138 » portant les couleurs de Xinhua Airlines

La flotte de China Xinhua Airlines est composée des appareils suivants (septembre 2013):
- 7 Boeing 737-800